# Мусабаев, Рашид Хасенович
Рашид Хасенович Мусабаев (каз. Рәшид Хасенұлы Мұсабаев; 1933 год, Караганда, Казахская ССР, СССР — 5 октября 2008, Алма-Ата) — советский и казахский эстрадный певец, народный артист Казахской ССР (1989), лауреат Государственной премии Казахской ССР.

## Биография
Родился 1933 года в городе Караганда.
В 1956 году окончил Казахский горно-металлургический институт по специальности «горный инженер».
Трудовую деятельность в эстрадном искусстве начал в 1955 году солистом Казахской государственной филармонии по приглашению министра культуры Казахской ССР Ильяса Омарова.
С 1958 по 1993 годы — солист эстрадно-симфонического оркестра Казахского радио и телевидения (ныне Эстрадно-симфонический оркестр акима Алматы).
Репертуар состоял из произведений зарубежной и русской классики. Певец исполнял русские романсы и песни советских и казахстанских композиторов. 22 тысячи радиозаписей и около 500 телесъемок хранятся в «золотом» фонде Казахского телевидения и радио.
В 60-70-е годы дуэт Суата Абусеитова и Рашида Мусабаева соперничал с братьями Абдуллиными и пользовался невероятным успехом.
Лауреат Всемирного фестиваля молодёжи и студентов в Москве (1957).
Скончался 5 октября 2008 года.

## Награды и звания
- Народный артист Казахской ССР (1989)
- Медаль «Ветеран труда» (1985)
- Орден Дружбы народов (1976)
- Медаль «В ознаменование 100-летия со дня рождения Владимира Ильича Ленина» (1970)
- Орден «Знак Почёта» (3 января 1959) — за выдающиеся заслуги в развитии казахского искусства и литературы и в связи с декадой казахского искусства и литературы в гор. Москве
- Орден «Знак Почёта»
- Заслуженный артист Казахской ССР
- Государственная премия Казахской ССР
- Почётная грамота Верховного Совета Казахской ССР

## Семья
- Отец — Мусабаев Хасен Байкелеевич (покойный) железнодорожник.
- Мать — Мусабаева Магрой Абдрахмановна (покойная) мать-героиня.
- Брат — Мурат Мусабаев (1937—1994) — советский и казахский оперный певец (баритон), Народный артист Казахской ССР.
- Брат — Марат Мусабаев (род. 1941) — солист Государственного хорового капелла им. Байкадамова, заслуженный артист Казахской ССР.
- Племянник — Мусабаев, Талгат Маратович (род. 1978) — казахстанский оперный певец (баритон), ведущий солист оперы «Astana Opera», заслуженный деятель Республики Казахстан.